# Rudi Verkempinck
Rudi Verkempinck est un footballeur et entraîneur belge né le 26 février 1966.

## Biographie
Rudi Verkempinck, ancien joueur amateur du FC Lichtervelde, FC Izegem et KFC Roulers, a commencé sa carrière d'entraîneur en 1989.
Il a dirigé les joueurs du Cercle Bruges, du FC Malines, du KV Courtrai et du KV Red Star Waasland. 
En avril 2009, il est embauché au Al Hilal Riyad, comme adjoint de Georges Leekens.